# Bilzerse Waltwilder VV
Bilzerse Waltwilder VV was een Belgische voetbalclub uit Bilzen. De club was aangesloten bij de KBVB met stamnummer 232 en had rood en blauw als kleuren. De oude club speelde in haar bestaan een anderhalf decennium in de nationale reeksen.

## Geschiedenis
Reeds in het begin van de 20ste eeuw werd gevoetbald in Bilzen en speelden er ploegen als Voetbalclub Vlug Te Been en Bilsen Vooruit. In 1912 ontstond een nieuwe club Belisia, die echter verdween tijdens de Eerste Wereldoorlog. In 1916 werd opnieuw gevoetbald en vanuit Belisia groeide uiteindelijk voetbalclub Bilzerse VV. In 1922 sloot Bilzerse VV zich aan bij de Belgische Voetbalbond. Bilzerse VV was zo een van de eerste Limburgse clubs, na Excelsior FC Hasselt, Cercle Tongeren, Hasseltse VV en Patria FC Tongeren. Bij de invoering van de stamnummer in 1926 kreeg men nummer 232 toegekend. De club bleef in de regionale reeksen spelen tot na de Tweede Wereldoorlog.
In 1948 bereikte Bilzerse voor het eerst de nationale bevorderingsreeksen, in die tijd het derde niveau. In het tweede seizoen eindigde men echter als op twee na laatste en zo zakte men in 1950 weer naar de provinciale reeksen, waar men de volgende kwarteeuw bleef spelen.
In 1976 keerde club na 26 jaar weer terug in de nationale bevorderingsreeksen, ondertussen de Vierde Klasse. Het eerste seizoen eindigde men op een vijfde plaats en een jaar later slaagde men er in de reeks te winnen. Na twee jaar stootte de club zo door naar Derde Klasse.
Ook in Derde Klasse begon Bilzerse VV sterk. In het eerste seizoen werd men al tweede, op vier punten van reekswinnaar Hoeselt VV. Deze prestatie kon men niet herhalen en de volgende seizoenen eindigde de club maar net boven de degradatieplaatsen. Bilzerse bleef de eerste helft van de jaren 80 in de middenmoot spelen, tot men in 1986 voorlaatste werd. Na acht seizoenen degradeerde de club weer uit Derde Klasse.
Aanvankelijk streed Bilzerse in Vierde Klasse nog voor de terugkeer. Het eerst seizoen na de degradatie eindigde men zo nog tweede op amper een punt van reekswinnaar FC Zwarte Leeuw. Daarna ging het ook in Vierde Klasse achteruit. Na nog een seizoen in de subtop strandde men in 1989 afgetekend op een allerlaatste plaats en na 13 jaar nationaal voetbal zakte de club weer naar de provinciale reeksen.
De club bleef in de provinciale reeksen en zakte ook daar verder weg. Zo degradeerde men in 1997 naar Derde Provinciale. Na deze degradatie keerde de club na twee opeenvolgende kampioenstitels in 1999 terug op het hoogste provinciale niveau. Na verschillende jaren in de middenmoot zakte de club de volgende jaren echter opnieuw wat weg in de lagere provinciale reeksen.
In 2014, toen Bilzerse in Tweede Provinciale speelde, kwam het tot een fusie met gemeentegenoot Waltwilder VV. Waltwilder was bij de KBVB aangesloten met stamnummer 6211 en actief in Eerste Provinciale. De fusieclub werd Bilzerse Waltwilder VV genoemd en zou met stamnummer 232 van Bilzen verder spelen op de plaats van Waltwilder VV op het hoogste provinciale niveau. Waltwilder had net een succesvol seizoen 2013/14 gespeeld en de Limburgse provinciale eindronde gewonnen. Aangezien toen echter de twee Limburgse vierdeklassers Esperanza Neerpelt en Overpeltse VV fusioneerden, kwam er een extra plaats vrij in Vierde Klasse en mocht Waltwilder als Limburgse eindrondewinnaar rechtstreeks promoveren. De fusieclub ging zo in 2014 van start in Vierde Klasse.
Het eerste seizoen wist men zich hier te handhaven, maar na het seizoen 2015-2016 daalde de club terug naar Eerste Provinciale. Hier bereikte men echter reeds onmiddellijk een tweede plaats in de eindrangschikking en kon er dankzij de puike resultaten in zowel provinciale als interprovinciale eindronde opnieuw nationaal voetbal afgedwongen worden.
In het seizoen 2017-2018 wordt er gespeeld in Derde Klasse Amateurs.
In 2021 fuseerde men met Spouwen-Mopertingen en werd de naam gewijzigd in SV Belisia Bilzen.

## Bekende (oud-)spelers
- Eddy Beckers
- Gerard Bergholtz
- Thibaut Courtois
- Pieter Gerkens
- Vital Vanaken
- Rudi Vossen

## Bekende (oud-)trainers
- Gerard Bergholtz

## Bekende scheidsrechters
- Ben Mesotten